# Digitale kort
Digitale kort er landkort der kan vises på skærmen af en computer, stationær eller håndholdt eller printes på en printer ud fra data i en særlig database. 
Computersystemer og software til at producere og/eller vise digitale kort kaldes GIS systemer, men digitale kort bruges i dag også en i lang række andre systemer hvor kortet ikke er det primære formål men blot en hjælp til at anskueliggøre noget information (f.eks. kunne en benzinkædes hjemmeside vise på et digitalt kort hvor kædens tankstationer var placeret – dette gør ikke den pågældnede hjemmeside til et GIS system).
Digitale kort produceres på computer ud fra forskellige data, f.eks. ortofotos, GPS, landmåling og forskellige databaser med oplysninger om ejendomme, bygninger, anlæg, arealer og lignende.
For digitale korts vedkommende skelnes både mellem lagringsmåde og formål.

## Lagringsmåde
Lagringsmåde dækker over hvordan kortet er repræsenteret digitalt internt i computeren, der findes 2 hovedtyper.
- vektor-kort: Her lagres koordinaterne for de enkelte punkter i kortet i en database. Har man f.eks. en lige vej vil der skulle lagres 2 punkter (hver med 2 el. 3 koordinat-værdier). vektor-kort kræver altid speciel software for at kunne ses eller printes. Fordelen ved vektor-kort er at de kan skaleres vilkårligt, men dette kræver dog også ret avanceret software. Vektor-kort har således ikke noget måleforhold, men kan dog have en nøjagtighed hvortil svarer et ækvivalent måleforhold.
- raster-kort: Her lagres reelt et billede (foto, scanning) af et kort. Det betyder at kortet sådan set kan ses med almindelig grafisk software eller en web-browser, men kortet kan ikke skaleres vilkårligt. Raster kort har altid et reference-måleforhold.

## Formål
Formål dækker over hvad kortet skal anvendes til og hvilke informationer der kan ses på kortet, her kan skelnes mellem 4 hovedtyper
- almene kort: Disse digitale kort svarer til gammeldages landkort hvor man så at sige kunne se alle mulige informationer og som kunne bruges både til at finde vej i terrænet eller i bil, til planlægning af anlæg, til militære formål og alt muligt andet (forekommer både som vektor-kort og raster-kort)
- special-kort: Her er der tale om kort der er produceret med et bestemt formål, f.eks. et kort der viser gas- og vand-ledninger, kort til orienteringsløb, kort over klimazoner o.lign. (forekommer oftest som vektor-kort men også som raster-kort)
- trafik-kort: Er et særligt almindeligt special-kort, så almindeligt at det for mange er det eneste slags kort de kender. Her vises veje og andre ting der er relevante for at finde vej mens f.eks. højdekurver og vegetationstyper typisk udelades – man vil altså kunne se at der er en skov, men ikke hvilken slags skov der er tale om. (forekommer primært som vektor-kort, dette er den almindeligste kort-type på Internettet)
- navigations-kort: En videreudvikling af trafik-kort, hvor kortet indeholder informationer ud over hvad man kan se på skærmen, f.eks. information om vejbaner, forbud mod højre- og venstre-sving, hastighedsbegrænsninger. (forekommer kun som vektor-kort, bruges i bil-GPS'er)

Siden år 2000 er digitale kort også blevet udbredt på Internettet, mest kendt måske Google maps Arkiveret 13. oktober 2014 hos  Wayback Machine og Google Earth, men der er flere andre – f.eks. har de fleste Internet telefonbøger også indbygget digitale kort.